# Fußball-Club Bayern München Basketball 2022-2023
Questa voce raccoglie le informazioni riguardanti il Fußball-Club Bayern München Basketball nelle competizioni ufficiali della stagione 2022-2023.

## Stagione
La stagione 2022-2023 del Fußball-Club Bayern München Basketball è la 22ª nel massimo campionato tedesco di pallacanestro, la Basketball-Bundesliga.

## Roster
Aggiornato al 31 luglio 2022.
| Bayern München 2022-23 | Bayern München 2022-23 |
| Giocatori              | Staff tecnico          |
| ---------------------- | ---------------------- |

| N. | Naz.                                          | Ruolo | Nome               | Anno | Alt.   | Peso   |  |
| -- | --------------------------------------------- | ----- | ------------------ | ---- | ------ | ------ |  |
| 0  | Stati Uniti (bandiera) · Germania (bandiera)  | G     | Nick Weiler-Babb   | 1995 | 196 cm | 91 kg  |  |
| 2  | Stati Uniti (bandiera)                        | P     | Corey Walden       | 1992 | 188 cm | 86 kg  |  |
| 4  | Stati Uniti (bandiera)                        | G     | D.J. Seeley        | 1989 | 193 cm | 88 kg  |  |
| 5  | Stati Uniti (bandiera)                        | P     | Cassius Winston    | 1998 | 185 cm | 84 kg  |  |
| 7  | Germania (bandiera)                           | AP    | Niels Giffey       | 1991 | 200 cm | 93 kg  |  |
| 8  | Stati Uniti (bandiera)                        | C     | Othello Hunter     | 1986 | 203 cm | 102 kg |  |
| 9  | Germania (bandiera)                           | PG    | Isaac Bonga        | 1999 | 203 cm | 82 kg  |  |
| 10 | Serbia (bandiera)                             | PG    | Ognjen Jaramaz     | 1995 | 193 cm | 88 kg  |  |
| 11 | Serbia (bandiera)                             | A     | Vladimir Lučić (C) | 1989 | 204 cm | 95 kg  |  |
| 12 | Germania (bandiera)                           | G     | Jason George       | 2001 | 200 cm | 88 kg  |  |
| 13 | Germania (bandiera)                           | G     | Andreas Obst       | 1996 | 191 cm | 81 kg  |  |
| 15 | Sierra Leone (bandiera) · Germania (bandiera) | C     | Mohamed Sillah     | 2002 | 204 cm | 115 kg |  |
| 16 | Germania (bandiera)                           | AP    | Paul Zipser        | 1994 | 203 cm | 103 kg |  |
| 17 | Germania (bandiera)                           | A     | Jan Niklas Wimberg | 1996 | 206 cm | 91 kg  |  |
| 20 | Germania (bandiera)                           | AG    | Elias Harris       | 1989 | 203 cm | 108 kg |  |
| 21 | Stati Uniti (bandiera)                        | AG    | Augustine Rubit    | 1989 | 203 cm | 107 kg |  |
| 22 | Germania (bandiera)                           | G     | Luis Wulff         | 2004 | 196 cm | 85 kg  |  |
| 23 | Germania (bandiera)                           | PG    | Martin Kalu        | 2005 | 195 cm | 91 kg  |  |
| 30 | Germania (bandiera)                           | GA    | Ivan Kharchenkov   | 2006 | 198 cm | 99 kg  |  |
| 31 | Slovenia (bandiera)                           | P     | Žan Mark Šiško     | 1997 | 190 cm | 82 kg  |  |
| 33 | Stati Uniti (bandiera)                        | C     | Freddie Gillespie  | 1997 | 206 cm | 111 kg |  |
| 45 | Stati Uniti (bandiera)                        | A     | Zylan Cheatham     | 1995 | 196 cm | 100 kg |  |

| Allenatore |
| - Andrea Trinchieri |
| Assistente/i |
| - Đorđe Adžić - Emilijo Kovačić - / Demond Greene - Slaven Rimac - Adriano Vertemati Legenda - (C) Capitano - (IN) Inattivo - Infortunato Roster |

## Mercato

### Sessione estiva
| Acquisti | Acquisti           | Acquisti          | Acquisti      | Acquisti |
| R.       | Nome               | da                | Modalità      |          |
| -------- | ------------------ | ----------------- | ------------- | -------- |
| P        | Cassius Winston    | Wash. Wizards     | svincolato    |          |
| PG       | Isaac Bonga        | Toronto Raptors   | svincolato    |          |
| A        | Jan Niklas Wimberg | Niners Chemnitz   | svincolato    |          |
| AP       | Sasha Grant        | Scaligera Verona  | fine prestito |          |
| AG       | Elias Harris       | San-en NeoPhoenix | svincolato    |          |
| AC       | Freddie Gillespie  | Memphis Hustle    | svincolato    |          |
| C        | Danko Branković    | Cibona Zagabria   | svincolato    |          |

| Cessioni | Cessioni         | Cessioni          | Cessioni          | Cessioni |
| R.       | Nome             | a                 | Modalità          |          |
| -------- | ---------------- | ----------------- | ----------------- | -------- |
| PG       | Nelson Weidemann | Niners Chemnitz   | rinnovo prestito  |          |
| G        | Diego Flaccadori | Aquila Trento     | riscatto prestito |          |
| G        | Joshua Obiesie   | Skyl. Francoforte | rescissione       |          |
| GA       | Nihad Đedović    | Málaga            | fine contratto    |          |
| GA       | Darrun Hilliard  | Maccabi Tel Aviv  | fine contratto    |          |
| AP       | Sasha Grant      | Bayreuth          | prestito          |          |
| A        | Marvin Ogunsipe  | Almansa           | fine contratto    |          |
| A        | Deshaun Thomas   | Olimpia Milano    | fine contratto    |          |
| AG       | Matej Rudan      | Mega Belgrado     | rinnovo prestito  |          |
| AG       | Gavin Schilling  | Limoges CSP       | fine contratto    |          |
| C        | Danko Branković  | Mega Belgrado     | prestito          |          |
| C        | Leon Radošević   | Derthona Basket   | fine contratto    |          |

### Dopo l'inizio della stagione
| Acquisti | Acquisti       | Acquisti       | Acquisti        | Acquisti   |
| R.       | Nome           | da             | Data            | Modalità   |
| -------- | -------------- | -------------- | --------------- | ---------- |
| AP       | Niels Giffey   | Murcia         | 8 novembre 2022 | svincolato |
| G        | D.J. Seeley    | BCM Gravelines | 18 gennaio 2023 | svincolato |
| AP       | Zylan Cheatham | Birm. Squadron | 2 marzo 2023    | svincolato |

| Cessioni | Cessioni     | Cessioni        | Cessioni        | Cessioni |
| R.       | Nome         | a               | Data            | Modalità |
| -------- | ------------ | --------------- | --------------- | -------- |
| G        | Jason George | Niners Chemnitz | 8 dicembre 2022 | prestito |